# クワイエット・ストーム (プロレスラー)
クワイエット・ストーム（Quiet Storm、 1983年11月20日 - ）は、アメリカ合衆国・ニューヨーク州出身のプロレスラー。現在は日本に在住し活動している。
一部のプロレス団体ではリングネームが英語表記されることもあり、腕回り50cmを誇る厚い肉体を生かしたパワフルなファイトが特徴。

## 経歴
1998年9月16日、ニューヨークでの対アメージング・レッド戦でデビュー。来日の際はKAIENTAI DOJOに長期参戦して活動していたが、家庭の事情で帰国。
2006年5月に3度目の来日。房総ボーイ雷斗にユニット「房総ヒーローズ」への勧誘を受ける。8月まで滞在し帰国。
2012年、大阪プロレスに参戦。
2013年5月、ルード軍「BAD STREAM」のボスになった。
2014年2月及び4月にプロレスリング・ノアに参戦。2月の梅田大会ではザック・セイバーJr.と組みエクストラ・ラージ&マイキー・ニコルス組と対戦し、ラージから垂直落下式ブレーンバスターで勝利。4月の後楽園ホール大会ではスペル・クレイジーとタッグを結成し、原田大輔&平柳玄藩組と対戦、平柳からラリアットで勝利。
2014年5月4日、原田の持つGHCジュニアヘビー級王座に挑戦が決定。だが、ストームも原田から同王座のリミット体重である100kgを越えている疑いを掛けられ、一時はノンタイトル戦も噂されたが後日公開計量を行い98kgまで体重を絞っていたことが証明されたため、王座挑戦が正式に決定。しかし、試合は原田がストームを下し防衛に成功。
その後、ストームは日テレG+杯争奪ジュニア・ヘビー級タッグ・リーグ戦2014に原田とタッグを組み参戦した。初戦で旭志織&ヒロ・トウナイ組に敗れたものの、以降も白星を重ね決勝戦に進出するが、拳王&大原はじめ組に敗れ、優勝はならなかった。
10月18日、後楽園ホール大会よりグローバル・リーグ戦2014に出場をするため、ヘビー級に転向を表明。
2015年3月28日、定期参戦中のプロレスリング・ノアに入団。
2016年にモハメド・ヨネとのタッグ「50ファンキーパワーズ」を結成。
2017年10月1日、横浜文化体育館大会にて、潮崎豪&小峠篤司組が保持するGHCタッグ王座にヨネと挑戦して勝利。第41代王者となる。
2020年1月31日、契約更改せずプロレスリング・ノアを退団、フリーとなった。
3月、大日本プロレスのシングルリーグ戦「一騎当千」に初エントリー。予選を通過し準決勝でジェイク・リーを下して決勝に進出するも、4月27日に行われた決勝戦で橋本大地に敗れ、準優勝にとどまった。
2021年9月20日よりGLEATに参戦。
11月20日、GLEAT YouTube配信大会でBULK ORCHESTRAに加入。

## 得意技
50cm腕ラリアット（旧：クローズライン・フロム・ニューヨーク）
技名は、ストームの腕の太さが50cmもあるということから名付けられた。
SCD（ストーム・クレイドル・ドライバー）
相手の背後から相手の両脚を自身の腰を挟むようにして捕らえる動作で捕らえた相手を持ち上げて、持ち上げる途中でハーフネルソンの体勢に移行して相手を前方回転式で丸めて首を地面に落とす垂直落下式前方回転のリバースパワーボム。土井成樹のマスキュラーボムと同型である。
ウエストサイドクラッシュ
スパイナルショック
フィッシャーマンズバスター
エルボードロップ
技を仕掛ける際に「クワイエット・ストーム、イチバーン!」と絶叫するのが定番になっている。
53cmアームスクールボーイ
50ファンキー・ボム
ヨネとの合体技。ヨネがキン肉バスターの態勢で相手を抱え上げながら後ろへ倒れ込んださいに、その勢いを利用してストームが相手の腰を掴むようにロックしライガー・ボムの態勢で二人同時にマットへ叩きつける。

## タイトル歴
プロレスリング・ノア
- 第41、48代GHCタッグ王座（パートナーはモハメド・ヨネ）

プロレスリングZERO1
- 第43代NWAインターコンチネンタルタッグ王座（パートナーは火野裕士）

KAIENTAI DOJO
- 第48代UWA世界ミドル級王座

大阪プロレス
- 第27、35代大阪プロレス王座
- 第47代大阪プロレスタッグ王座(パートナーは入江茂弘)

その他
- PWFジュニアヘビー級王座
- NYWCライト級王座

## 人物・エピソード
- 初来日当時は87kgだったがその後増量して100kg強となり、その後ジュニアヘビー級戦線参入のため体重を調整し98kgにしたものの、ヘビー級戦線参入のため再度110kgまで増量した。
- 火野裕士とは自他が認める親友でもある。2003年4月に火野と初めて出会っており、若手時代は言葉も通じない中互いに話したいことを話したり、火野と真霜拳號との3人で貸し切り状態となった夕方の道場でパワーファイターを目指してウエイトトレーニングをしたりしていた。K-DOJO時代のある時に道場の移転により道場から寮が遠くなり、車も自転車も無い中で寮から40分という道場までの距離を歩くことになったストームであったが、その長い距離を歩いているところを火野に目撃され、以来火野に車で往路と復路を送ってもらった。2019年時点でも火野の大阪遠征の際は必ずといって良いほど連絡を取り合っている[5]。
- ブログとTwitterをやっており、それぞれで日本語をうまく使うために日本語の勉強をしている。
- TBSの番組「アメージパング!」に度々出演していた[6]。男の中の男の料理を紹介しアメージパング（番組内での最高評価）を狙っていたが、いつもダメージパングばかり出していた（1度だけアメージパングを獲得したことがある）。後に同番組にて外国人の一見さんが入り難い店へ突入するという企画にも出演している。
- 妻と一人息子（小学生）がいる。妻はロフトに勤務していて、取扱商品であるほぼ日刊イトイ新聞（ほぼ日）の発行する「ほぼ日手帳」を愛用しており、その縁でほぼ日から取材を受けたことがある[7]

## テレビ出演
- アメージパング!（TBSテレビ）準レギュラー
- プロレスKING（GAORA）